# Oleg Grigorjewitsch Tjurin

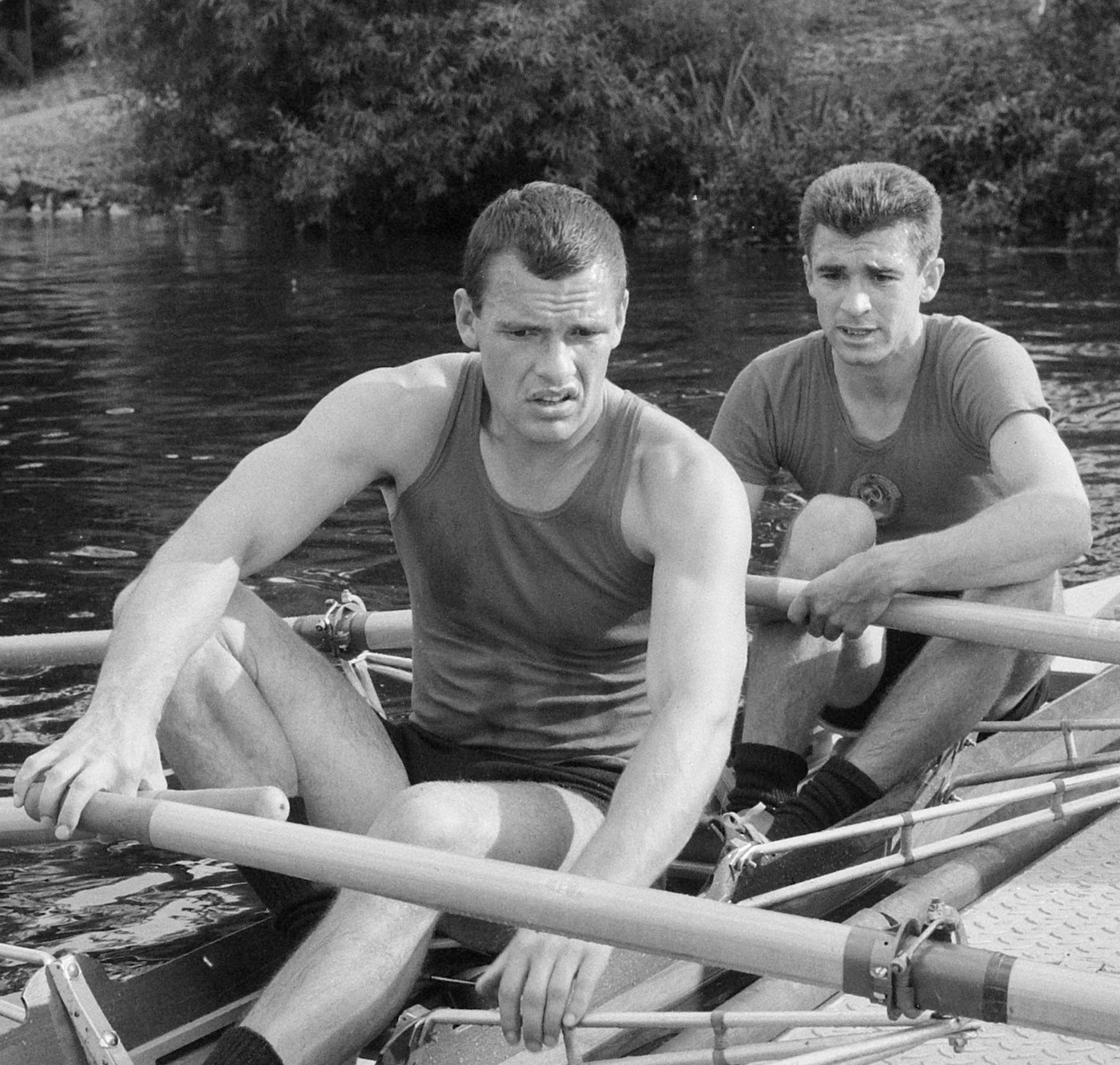
Tjurin und Dubrowski, 1965

Oleg Grigorjewitsch Tjurin (russisch Олег Григорьевич Тюрин; englisch Oleg Tyurin; * 29. Juni 1937 in Sinjawino, Oblast Leningrad, Sowjetunion; † 3. März 2010 in Sankt Petersburg) war ein sowjetischer Ruderer. Er gewann 1964 olympisches Gold im Doppelzweier.
Der Sieg bei den Europameisterschaften 1961 war der letzte große Erfolg von Juri Tjukalow und Alexander Berkutow im Doppelzweier. Bei den Ruder-Weltmeisterschaften 1962 vertraten erstmals Oleg Tjurin und Boris Dubrowski die Sowjetunion und gewannen die Silbermedaille hinter den Franzosen René Duhamel und Bernard Monnereau. Tjurin und Dubrowski wogen jeweils nur rund 75 Kilogramm und entsprachen damit eher Leichtgewichtsruderern. Trotzdem gewannen die beiden von 1963 bis 1965 drei sowjetische Meistertitel. Bei den Europameisterschaften 1963 belegten sie den dritten Platz hinter den Booten aus der Tschechoslowakei mit Vladimír Andrs und Pavel Hofmann sowie aus den Vereinigten Staaten mit Seymour Cromwell und Donald Spero.
1964 erkämpften Tjurin und Dubrowski den Titel bei den Europameisterschaften in Amsterdam vor dem britischen Boot und Melchior Bürgin und Martin Studach aus der Schweiz. Bei den Olympischen Spielen 1964 gewannen Cromwell und Spero den ersten, Tjurin/Dubrowski den zweiten und Andrs/Hofmann den dritten Vorlauf. Diese drei Boote konnten sich im Finale auch deutlich vom Rest des Feldes absetzen. Die beiden Ruderer von ZSKA Moskau siegten mit zweieinhalb Sekunden Vorsprung auf die US-Amerikaner, die ihrerseits eine Sekunde Vorsprung auf die Tschechen hatten; zehn Sekunden dahinter belegten Bürgin und Studach den vierten Platz. Im Jahr darauf siegten Bürgin und Studach bei den Europameisterschaften in Duisburg vor Tjurin und Dubrowski. Dies war die letzte internationale Medaille für die beiden sowjetischen Ruderer.